# Unfair
Unfair (アンフェア Anfea, letteralm. "Sleale") è un dorama stagionale prodotto e trasmesso da Fuji TV nel 2006 in 11 puntate. È stato seguito da uno special mandato in onda nell'autunno 2006 con gli stessi attori protagonisti nel 2007 da una pellicola cinematografica. Nel 2011 e nel 2013 sono usciti infine altri due film.

## Trama
Natsumi è una poliziotta della capitale che ha accumulato col tempo sempre più una cattiva reputazione; difatti spesso e volentieri oltrepassa quelli che sono i limiti di legge e per questo non è molto benvoluta dai colleghi. Cinque anni prima le è capitato anche di uccidere un uomo; oggi deve far fronte ai vari problemi della sua vita oltre il lavoro, tra cui il divorzio e la cura della giovane figlia.
Appare però un assassino seriale che nessuno riesce a catturare.

## Cast
- Ryōko Shinohara - Yukihira Natsumi
- Eita Nagayama - Ando Kazuyuki

collega di Natsumi.
- Masaya Katō - Mikami Kaoru
- Sadao Abe - Kokubo Yuji
- Mari Hamada - Hasumi Anna
- Kotaro Shiga - Yasumoto Masahiro
- Mion Mukaichi - Sato Mio (7)
- Jun Inoue - Kurume Ryuichiro (ep1-4 ,10-11)
- Tae Kimura - Makimura Kiyoko (35) (EP1-8, 11)
- Susumu Terajima - Yamaji Tetsuo
- Teruyuki Kagawa - Sato Kazuo (40)
- Hidetoshi Nishijima - Sezaki Ichiro (40) (EP1-4, 11)
- Hiroo Otaka - Morikawa Shizuo (ep1-4 ,10-11)
- Kurume Arisaka - Hashino Miki (EP1-4)
- Kyoko Matsunaga - Ozawa Mari (EP1-4)
- Hideo Sakaki - Imai Hideaki (EP1-9, 11)
- Hiroshi Okouchi - Takeda (EP5-6, 9,11)
- Yozaburo Ito - Hirota Yuji (EP6-9)
- Haruma Miura - Saito Yutaka (EP1, 3,6,11)
- Mao Kobayashi - Matsumoto Rieko (EP1-3, 11)
- Hidekazu Mashima - Hirai Tadahito (EP1-4)